# Bathylinyphia maior
Genre
Espèce
Synonymes
- Bathyphantes maior Kulczyński, 1885
- Bathyphantes japonica Oi, 1979

Bathylinyphia maior, unique représentant du genre Bathylinyphia, est une espèce d'araignées aranéomorphes de la famille des Linyphiidae.

## Distribution
Cette espèce se rencontre au Japon, en Corée du Sud, en Chine, en Russie et au Kazakhstan.

## Publications originales
- Kulczyński, 1885 : Araneae in Camtschadalia a Dre B. Dybowski collectae. Pamiętnik Akademii Umiejętności w Krakowie. Wydział Matematyczno-Przyrodniczy, vol. 11, p. 1-60.
- Eskov, 1992 : A restudy of the generic composition of the linyphiid spider fauna of the Far East (Araneida: Linyphiidae). Entomologica Scandinavica, vol. 23, no 2, p. 153-168.